# Rue Letort
La rue Letort est une voie du 18e arrondissement de Paris, en France. Elle tire son nom du général Louis-Michel Letort de Lorville (1773-1815).

## Situation et accès
La rue Letort est une voie publique située dans le 18e arrondissement de Paris. Elle débute au 3, place Charles-Bernard et se termine au 79, boulevard Ornano.

## Origine du nom
Elle porte le nom du baron Louis-Michel Letort (1773-1815), général français de la Révolution et de l'Empire, tué au combat de Gilly.

## Historique
Cette voie de l'ancienne commune de Montmartre qui portait le nom de « rue de la Glacière » a été classée dans la voirie de Paris en 1863 et a pris son nom actuel par décret 10 août 1868 :
Décret du 10 août 1868
« Napoléon, etc., 

Sur le rapport de notre ministre secrétaire d’État au département de l'Intérieur,
vu l'ordonnance du 10 juillet 1816 ;
vu les propositions de M. le préfet de la Seine ;
avons décrété et décrétons ce qui suit :
Article 14. — La rue de la Glacière, dépendant du  18e arrondissement , recevra le nom de rue Letort ;
etc.
Article 17. — Notre ministre secrétaire d'État au département de l'Intérieur est chargé de l'exécution du présent décret.
Fait au palais de Fontainebleau, le 10 août 1868. »

## Bâtiments remarquables et lieux de mémoire
- No  18 :  l'actrice et animatrice de radio Jane Sourza (1902-1969), y est née.